# Rüdiger Reiche
Rüdiger Reiche (n. 27 martie 1955, Querfurt, Republica Democrată Germană, Germania) este un canotor ce a reprezentat Republica Democrată Germană, medaliat olimpic. A participat la o ediție a Jocurilor Olimpice (1976) în care a câștigat o medalie de aur.

## Participări
Lista de mai jos prezintă principalele competiții la care a participat Rüdiger Reiche de-a lungul carierei.
- rowing at the 1976 Summer Olympics – men's quadruple sculls[*][5]